# 波特兰石

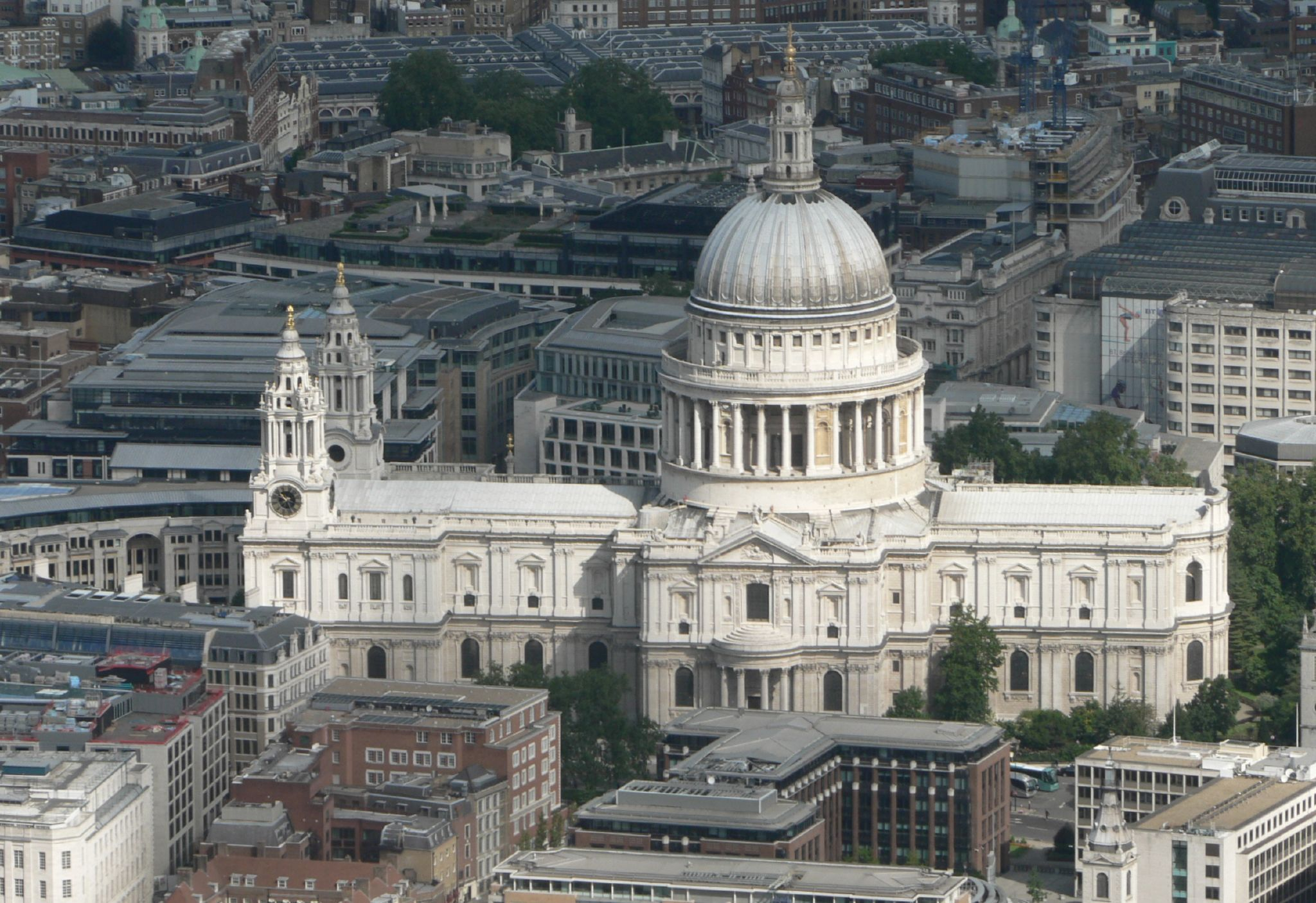
使用波特蘭石建造的聖保羅大教堂

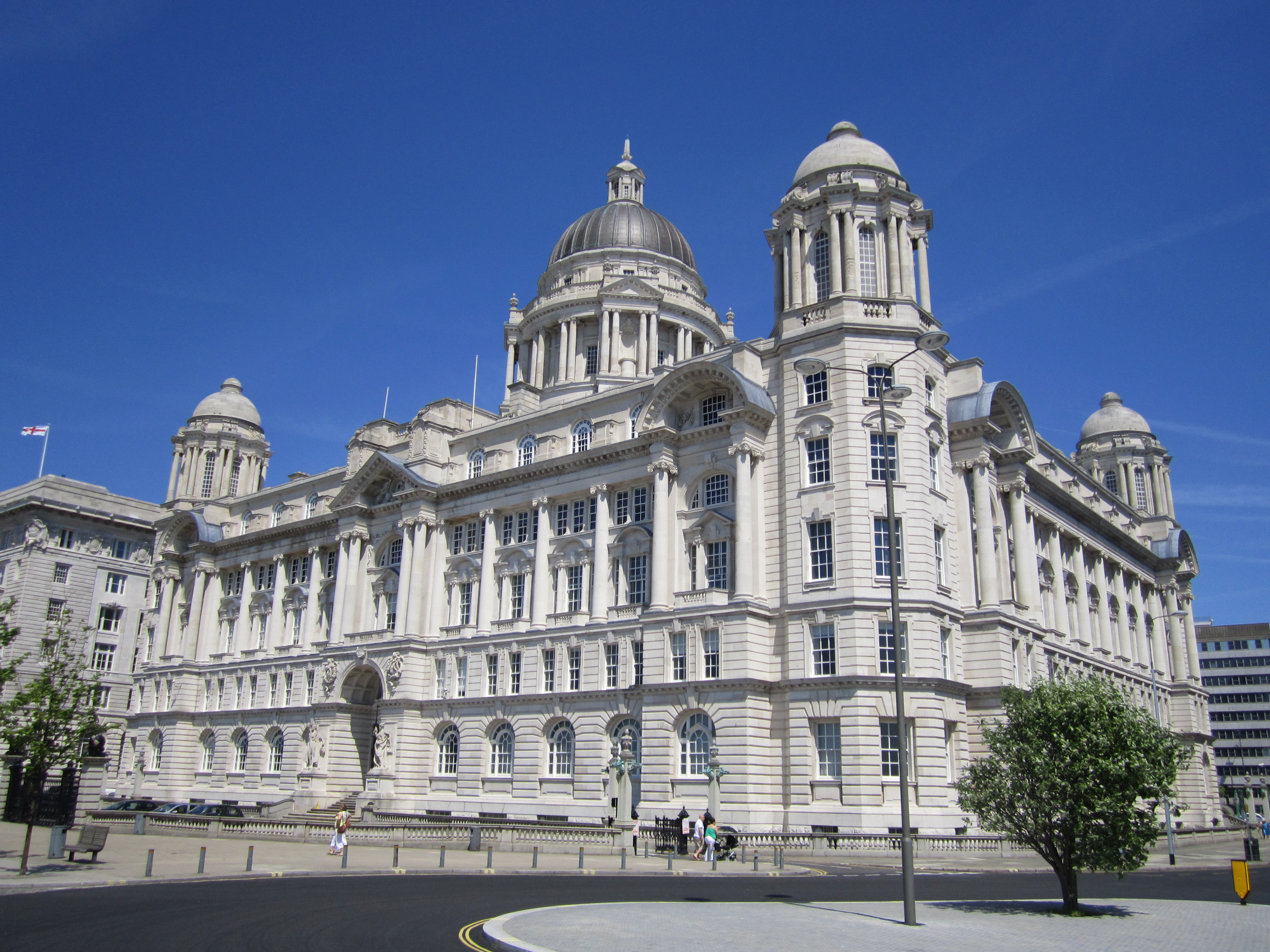
使用波特蘭石建造的利物浦港务大厦

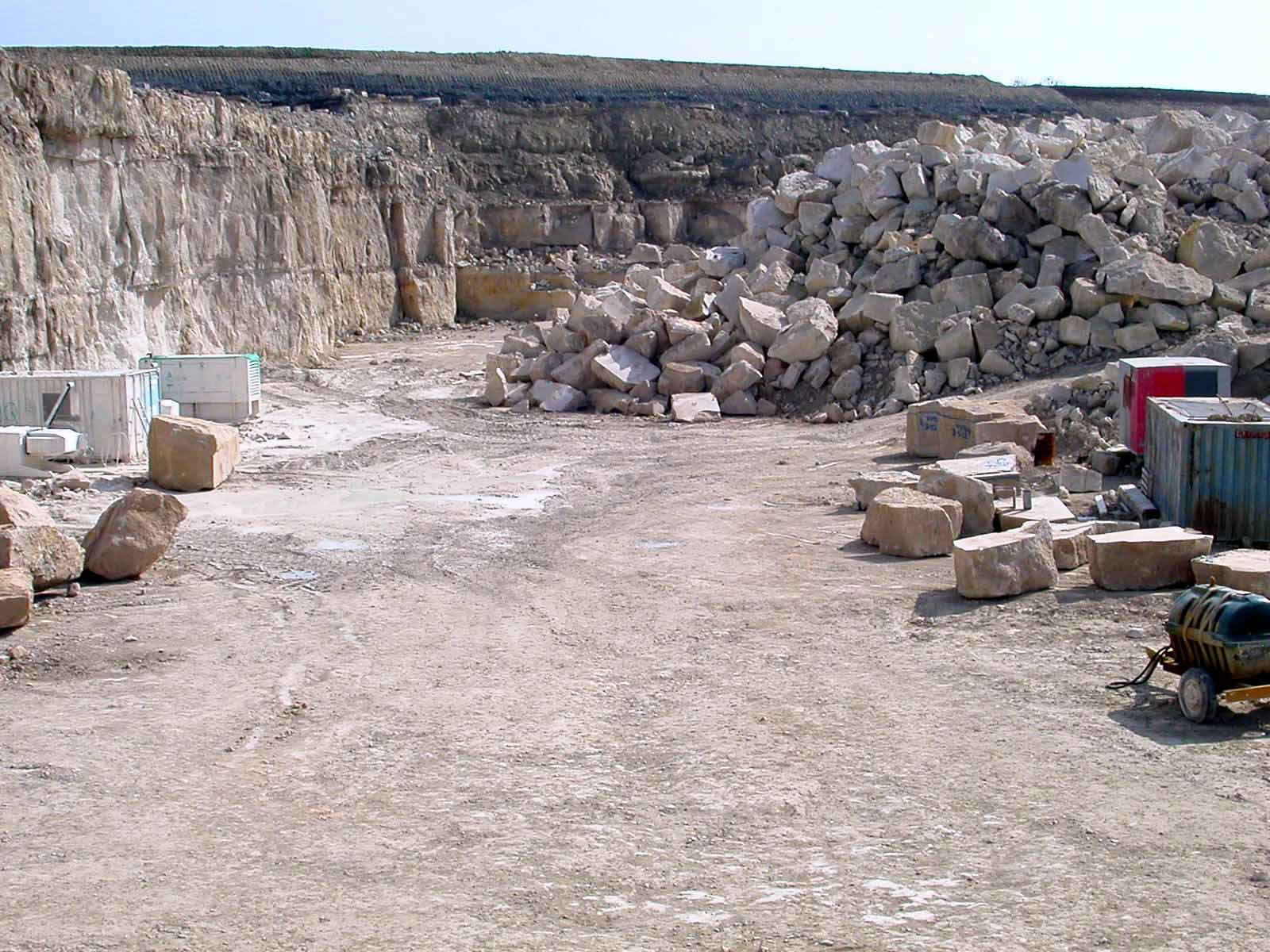
波特蘭島上的採石場

波特蘭石（英語：Portland stone）是一種產於英國波特蘭島的灰白色石灰石，是侏羅紀提通期形成的岩石。在英國，它是一種常見的建築材料，自羅馬不列顛時期就開始開採，14世紀開始運往倫敦，白金漢宮和聖保羅大教堂等建築都是由波特蘭石構建的。1824年約瑟夫·阿斯普丁（Joseph Aspdin）模仿波特蘭石的質地發明了波特蘭水泥。

## 擴展閲讀
- Hackman, Gill. . Monkton Farleigh, Wilts: Folly Books. 2014. ISBN 978-0-9564405-9-4. OCLC 910854593.
- Stuart Morris, 2016 Portland, an Illustrated History The Dovecote Press, Wimborne, Dorset: ISBN 978-0-9955462-0-2

## 外部連接
- Geology of the Jurassic Coast